# Desirée Rancatore
Desirée Rancatore, née le 29 janvier 1977 à Palerme, en Sicile, est une soprano italienne.

## Carrière
Desirée Rancatore commence sa formation musicale par le piano et le violon avant de se tourner vers le chant à l'âge de 16 ans, en suivant les cours de Margaret Baker Genovesi à Rome. Trois ans plus tard, elle fait ses débuts au Festival de Salzbourg dans le rôle de Barbarina des Noces de Figaro. Elle remporte plusieurs prix de chants dont, en 1996, le Premier prix du concours Maria Caniglia. En 1997, elle participe à l'ouverture de la saison du Teatro Regio de Parme dans L'Arlesiana de Cilea.
Depuis, elle connait une carrière internationale en se produisant sur les scènes du monde entier.
Elle a été de nouveau invitée au Festival de Salzbourg pour l'enlèvement au sérail (Blonde), Don Carlo (Voce dal cielo), Jeanne d'arc au bûcher, Piramo e Tisbe (Tisbe) ainsi que plusieurs concerts au Mozarteum.

Elle fait ses débuts au Covent Garden de Londres dans le rôle de Nannetta de Falstaff. Le rôle d'Olympia (les contes d'Hoffmann) lui ouvre les portes de l'Opéra National de Paris, de l'Opéra de Zurich, du Teatro Massimo de Palerme, de l'Opéra de Rome, des Teatro Regio de Turin et de Parme, du Capitole de Toulouse, de la Scala de Milan, du Teatro Sferistero de Macerata et du Staatsoper de Vienne, ou elle chante également Gilda de Rigoletto et Elvira des Puritains.
Elle interprète aussi les rôles de Lucia dans Lucia di Lammermoor, de la Reine de la nuit de La Flûte enchantée, de Lakmé, dans l'opéra du même nom ou encore d'Adina dans L'Elixir d'amour.

## Répertoire
- Ludwig van Beethoven
  - Symphonie n. 9 en ré mineur
  - Le Christ sur le monts des oliviers
- Vincenzo Bellini
  - I puritani - Elvira
  - La sonnambula - Amina
- Walter Braunfels
  - Die Vögel
- Francesco Cilea
  - L'Arlesiana - Vivetta
- Léo Delibes
  - Lakmé - Lakmé
- Gaetano Donizetti
  - Don Pasquale - Norina
  - Lucia di Lammermoor - Lucia
  - L'elisir d'amore - Adina
  - La figlia del reggimento - Marie
- Johann Adolf Hasse
  - Piramo e Tisbe - Tisbe
- Arthur Honegger
  - Jeanne d'Arc au bûcher - La Vierge
- Gustav Mahler
  - Symphonie n° 2
- Giacomo Meyerbeer
  - Gli Ugonotti - Marguerite de Valois
- Wolfgang Amadeus Mozart
  - Le nozze di Figaro - Barbarina
  - L'Enlèvement au sérail - Blonde
  - L'Enlèvement au sérail - Konstanze
  - Die Zauberflöte - Königin der Nacht
  - Ascanio in Alba - Fauno
  - Messa en ut mineur
  - Messa da Requiem
- Jacques Offenbach
  - Les Contes d'Hoffmann - Olympia
- Carl Orff
  - Carmina Burana
- Giovanni Battista Pergolesi
  - Stabat Mater
- Maurice Ravel
  - L'Enfant et les Sortilèges - Le Feu, La Princesse, Le Rossignol
- Gioachino Rossini
  - Il viaggio a Reims - La Contessa di Folleville
  - La cambiale di matrimonio - Fanny
  - Petite messe solennelle
- Antonio Salieri
  - L'Europa riconosciuta - Semele
- Richard Strauss
  - Le Chevalier à la rose - Sophie
- Giuseppe Verdi
  - Rigoletto - Gilda
  - Falstaff - Nannetta
  - La Traviata - Violetta
- Richard Wagner
  - Parsifal - Fanciulla Fiore